# Wars for Nothing
"Wars for Nothing" é uma canção da cantora húngara Boggie. Esta canção irá representar a Hungria em Viena, Áustria no Festival Eurovisão da Canção 2015, na 1ª semifinal, no dia 19 de Maio de 2015.
1. ↑  Brey, Marco (28 de fevereiro de 2015). «It's Boggie for Hungary!». Eurovision.tv. Consultado em 28 de fevereiro de 2015